# Sertog Rinpoche
| Tibetische Bezeichnung                                           |
| ---------------------------------------------------------------- |
| Wylie-Transliteration: gser tog ho thog thu; gser tog no mon han |
| Chinesische Bezeichnung                                          |
| Vereinfacht: 赛朵活佛                                            |
| Pinyin:Saiduo huofo                                              |

Sertog Rinpoche (tib. gser tog rin po che) bzw. Sertog Hutuktu (tib. gser tog ho thog thu) usw. ist eine wichtige Inkarnationsreihe des Kumbum-Klosters, eines Klosters der Gelug-Schule des tibetischen Buddhismus in Qinghai. Der Trülku ist zugleich auch Abt des Sertog-Klosters (gser tog dgon pa) im Kreis Huangzhong von Qinghai. Es sind vierzehn Vertreter des Systems bekannt, sechs wurden posthum anerkannt, demnach besteht die Zählung derzeit aus acht Persönlichkeiten.
Der bekannteste Vertreter ist der 6. Sertog Rinpoche Lobsang Tshülthrim Gyatsho
(gser tog blo bzang tshul khrims rgya mtsho bzw. Gser-tog Ho-thog-thu Taʼi-chiṅ Er-ti-ni No-mon-han-gyi-mtshan-tsam-ʼdzin-pa Blo-bzaṅ-tshul-khrims-rgya-mtsho;
1845–1914 oder 1915).
In der folgenden Übersicht sind die tibetischen Namensformen angegeben, zusätzlich in chinesischer Schreibung (nicht in der mongolischen).

## Liste der Sertog Rinpoches/Hutuktus
Pinyin/chin./dt. Umschrift/Umschrift nach Wylie/Lebensdaten
1. Awang Chenglie Jiacuo 阿旺程列嘉措 Ngawang Thrinle Gyatsho (ngag dbang 'phrin las rgya mtsho)
2. Luosang Chenglie Nanjie 罗桑程列南杰 Lobsang Thrinle Namgyel (1644–1682)
3. Awang Danbai Jianzan 阿旺丹白坚赞 Ngawang Tenpe Gyeltshen (1683–1761)
4. Awang Jianbai Duojie 阿旺坚白多杰 Ngawang Jampel Dorje (ngag dbang 'jam dpal rdo rje)
5. Yixi Tudan Jiacuo 益西图旦嘉措[6] Yeshe Thubten Gyatsho (1786–1839)
6. Luosang Cicheng Jiacuo 洛桑慈诚嘉措 (1845–1915) Lobsang Tshülthrim Gyatsho (blo bzang tshul khrims rgya mtsho)
7. ?–1948
8. Luosang Xiazhu Queji Jianzan 洛桑夏珠确吉坚赞 Lobsang Chökyi Gyeltshen (blo bzang chos kyi rgyal mtshan) (?)